# Белые журавли (памятник)
«Белые Журавли» — мемориальный комплекс памяти павших защитников родины в войну 1941—1945 года, создан по мотивам песни «Журавли» на стихи Расула Гамзатова. Архитектор монумента — Гаджи Ганиев.
На памятнике указано, что 1340 гунибцев не вернулись с войны
Находится в Парке Победы имени Расула Гамзатова в селе (ауле) Гуниб в Дагестане.

## История
Воздвигнут по инициативе секретаря Гунибского РК КПСС Гаджи Инчилова
Памятник был торжественно открыт в 1986 году. В церемонии открытия приняли участие авторы песни «Журавли»: поэт Расул Гамзатов, переводчик на русский язык Наум Гребнев и композитор Ян Френкель.
Памятник в Гунибе стал самым известным в Дагестане памятником на эту тему, хотя первым был махачкалинский. Всего возведено несколько десятков памятников с символикой гамзатовских «Журавлей» в разных городах, в том числе и за рубежом.